# Setenil de las Bodegas
Setenil de las Bodegas é um município da Espanha na província de Cádis, comunidade autónoma da Andaluzia, de área 82 km² com população de 3016 habitantes (2005) e densidade populacional de 36,75 hab/km².
O principal atrativo deste município é a própria localidade de Setenil de las Bodegas, devido à beleza e originalidade do traçado urbano, que em alto declive desce do castelo adaptando-se ao percurso do rio, o que lhe confere uma singular disposição com diferentes níveis em altura. Na parte baixa os habitantes aproveitaram a erosão da rocha pelo rio para construir debaixo da rocha as suas casas. É um excecional exemplo de um tipo de casa denominado "abrigo sob rochas" que, contrariamente a outras construções semitroglodíticas desenvolvidas na Andaluzia, não escava a rocha, antes se limita a fechar a parede rochosa e desenvolve a residência de forma longitudinal.
Faz parte da Rota das aldeias brancas.

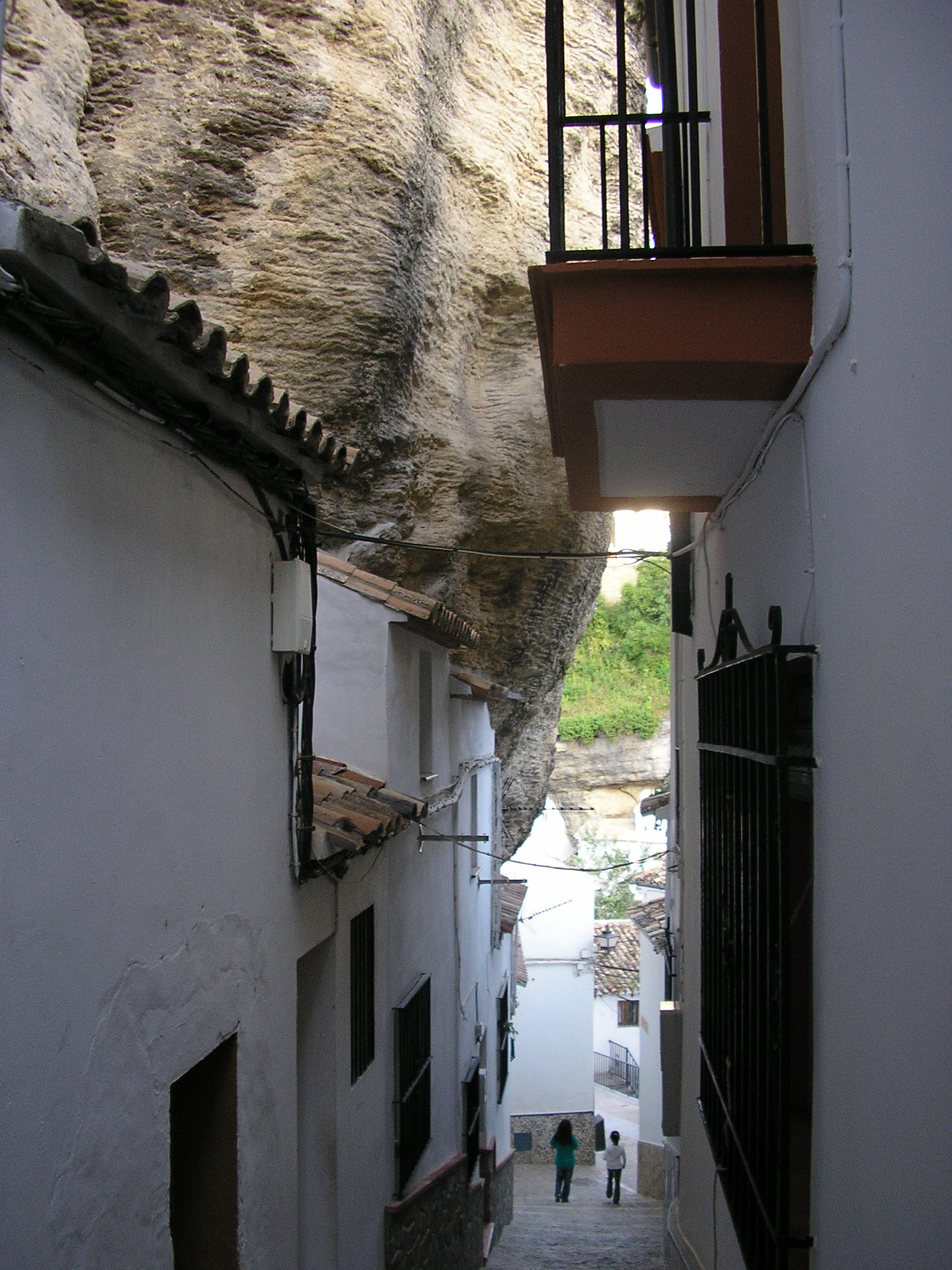
Rua de Setenil de las Bodegas

## Demografia

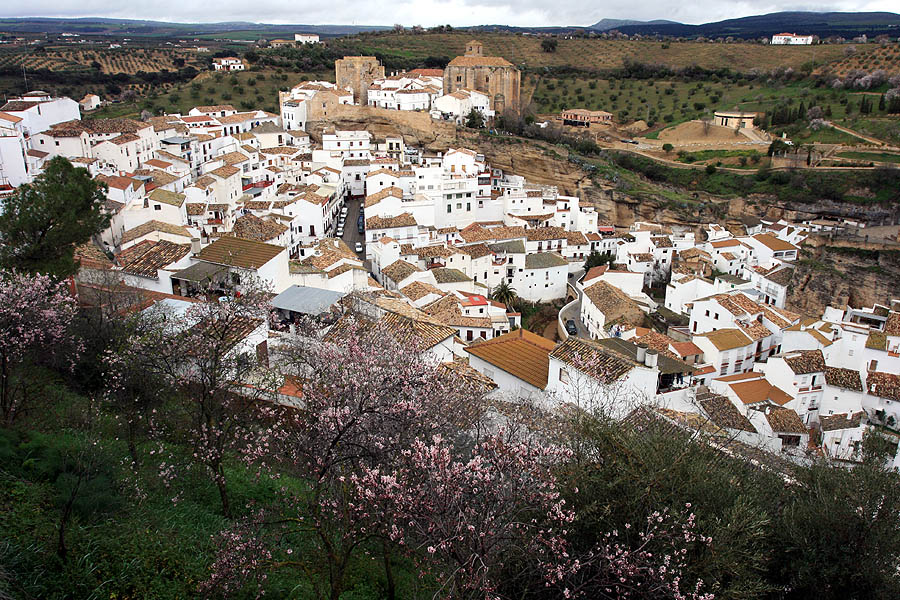
Setenil de las Bodegas, Cádiz, Espanha

| Variação demográfica do município entre 1991 e 2004 | Variação demográfica do município entre 1991 e 2004 | Variação demográfica do município entre 1991 e 2004 | Variação demográfica do município entre 1991 e 2004 |
| --------------------------------------------------- | --------------------------------------------------- | --------------------------------------------------- | --------------------------------------------------- |
| 1991                                                | 1996                                                | 2001                                                | 2004                                                |
| 3194                                                | 3138                                                | 2988                                                | 3015                                                |